# Sanità pubblica veterinaria
La sanità pubblica veterinaria è una componente della salute pubblica che si concentra sull'applicazione della scienza veterinaria per proteggere e migliorare il benessere fisico, mentale e sociale degli esseri umani.
La sanità pubblica veterinaria copre convenzionalmente le seguenti aree:
- Produzione e sicurezza alimentare
- Controllo delle zoonosi
- Contaminazione ambientale
- Ruolo degli animali nella società